# 淀小橋

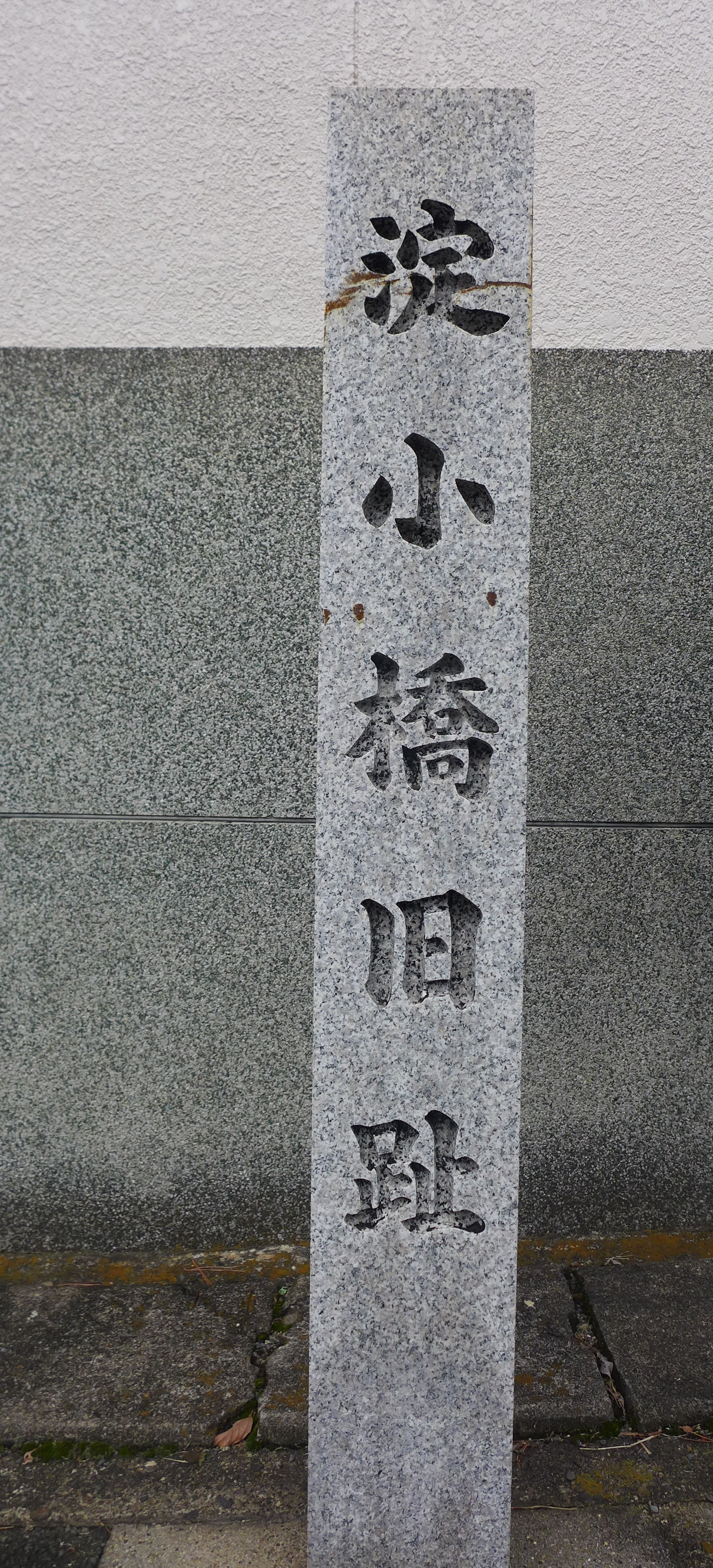
淀小橋旧跡碑

淀小橋（よどこばし）は、宇治川にかつて架けられていた橋。山城国淀藩の淀城下（現在の京都府京都市伏見区）と納所（のうそ）村の間に架けられていた。
2015年現在、京都府道124号三栖向納所線沿いには、橋の跡の石碑が建てられている。

## 歴史
「淀下津町記録」には淀小橋が「寛永十六卯年に出来し也」（1639年完成）と記載されており、橋の長さは七一間（129m）、幅は四間（約7.3m）と記載されている。